# Nomada osborni
Nomada osborni är en biart som beskrevs av Cockerell 1911. Nomada osborni ingår i släktet gökbin, och familjen långtungebin. Inga underarter finns listade i Catalogue of Life.